# روبرت جون راسيل
روبرت جون راسيل (بالإنجليزية: Robert John Russell)‏ هو عالم حيوانات أمريكي، ولد في 23 أغسطس 1946.